# ديفيد إي. فينلي
ديفيد إي. فينلي هو محامي وسياسي أمريكي، ولد في 28 فبراير 1861 في أركنساس في الولايات المتحدة، وتوفي في 26 يناير 1917 في تشارلوت في الولايات المتحدة. نشط حزبياً في الحزب الديمقراطي. وقد انتخب عضو مجلس نواب كارولاينا الجنوبية ‏ وانتخب عضو مجلس ولاية كارولاينا الجنوبية ‏ وانتخب عضو مجلس النواب الأمريكي.